# Ricardo La Volpe
Ricardo Antonio La Volpe Guarchoni (* 6. únor 1952, Buenos Aires) je bývalý argentinský fotbalový brankář. V současnosti je trenérem.
S argentinskou reprezentací se stal mistrem světa roku 1978, byť na závěrečném turnaji jako náhradník Ubaldo Fillola nechytal. V národním týmu odehrál 8 utkání.
Jako hráč působil v argentinské a mexické nejvyšší soutěži, v Argentině v dresu CA Banfield a San Lorenzo Almagro, v Mexiku v klubech Atlante México a CF Oaxtepec.
Po skončení hráčské kariéry se stal trenérem, v letech 2002–2006 vedl mexickou reprezentaci, a to i na mistrovství světa v Německu roku 2006.